# Schlüsselburg
Schlüsselburg (rus: Шлиссельбу́рг, transcrit Xlisselburg) és una ciutat de l'óblast de Leningrad, Rússia, situada al cap del riu Nevà al llac Ladoga, a 35 quilòmetres a l'est de Sant Petersburg. Des de 1944 fins al 1992, va ser coneguda amb el nom de Petrokrépost (rus: Петрокрепость). El centre històric de la ciutat forma part, amb el codi 540-004, del Patrimoni de la Humanitat dintre del llistat titulat «Centre històric de Sant Petersburg i conjunts monumentals annexos». Per la seva banda, la «fortalesa Oréixek», que es troba a l'illa Orékhovi, és l'element amb codi 540-005 del mateix Espai Patrimoni de la Humanitat.

## La fortalesa
En els seus orígens fou construïda com una fortalesa de fusta anomenada Oréixek (també Orékhov o Orékhovets) («Petita nou») pel Gran Príncep Iuri I de Moscou (en qualitat de príncep de Nóvgorod) en nom de la República de Nóvgorod el 1323, guardava el límit septentrional de Nóvgorod i l'accés al mar Bàltic. La fortalesa està situada a l'illa de Orékhovi, el nom es refereix a les anous en suec, finlandès (Pähkinäsaari/Pähkinälinna, «Illa/Fortalesa de l'Anou», en finlandès, Nöteborg, «Fortalesa de l'Anou», en suec) i rus.
Després d'una sèrie de conflictes, es va signar un tractat de pau a Oréixek el 12 agost 1323 entre Suècia i el gran príncep Iuri I i la República de Nóvgorod que va ser el primer acord sobre la frontera entre la Cristiandat Occidental i l'Oriental, que recorria el que avui és Finlàndia. Un monument de pedra modern al nord de l'Església de Sant Joan a la fortalesa commemora aquell tractat.

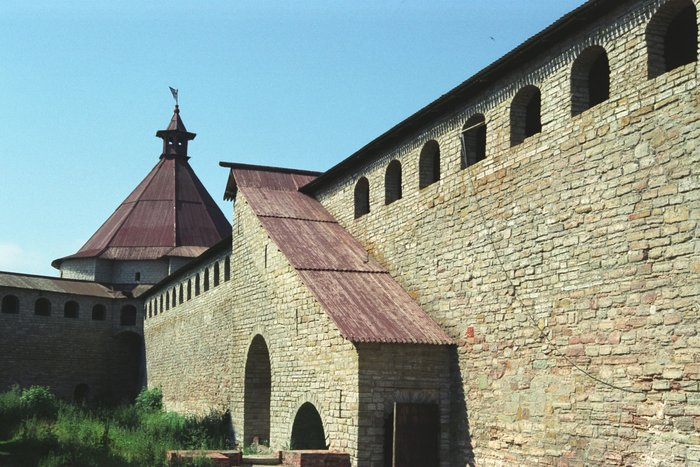
Interior de la fortalesa.

Vint anys després, el rei Magnus II Eriksson va atacar i va prendre la fortalesa durant la seva croada a la regió (1348-1352). Va quedar força destruïda quan els novgorodians van reprendre la fortalesa el 1351. La fortalesa va ser reconstruïda en pedra el 1352 per l'arquebisbe Vassili Kalika de Nóvgorod (1330-1352) qui, segons la Primera Crònica de Nóvgorod va ser enviat pels novgorodians després que diversos prínceps russos i lituans van ignorar els precs de la ciutat d'ajudar-los a reconstruir i defensar el fort. Les restes de les muralles de 1352 es van excavar el 1969 i es poden veure just al nord de l'Església de Sant Joan al centre de la fortalesa actual.
El fort va ser capturat per Suècia el 1611 durant la guerra d'Íngria. Com a part de l'Imperi suec, la fortalesa era coneguda com a Nöteborg («Fortalesa de l'Anou») en suec o Pähkinälinna en finès, i va esdevenir el centre del comtat (slottslän) Nöteborg ingri septentrional.

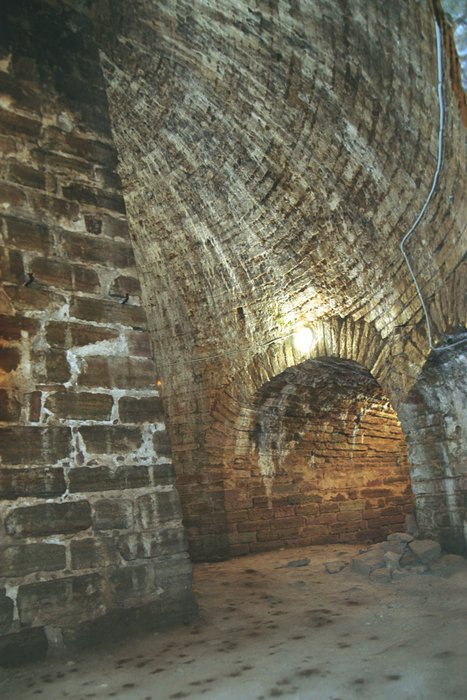
Interior de la masmorra de la fortalesa.

El 1702, durant la Gran Guerra del Nord, la fortalesa va ser presa pels russos de Pere el Gran en un assalt amfibi. Va ser llavors quan va rebre el seu nom actual, Schlüsselburg. El nom, que significa «Fortalesa clau» en alemany es refereix a la percepció de Pere de la fortalesa com la «clau a Ingria»".
Durant la Rússia Imperial, la fortalesa es va usar com una presó política tristament famosa, entre els seus presoners més destacats van estar Wilhelm Küchelbecher, Mikhaïl Bakunin i, durant 38 anys, Walerian Łukasiński. Ivan VI de Rússia va ser assassinat i enterrat a la fortalesa l'any 1764, i el germà de Lenin, Aleksandr Uliànov, va ser penjat allà.
De deu torres, la fortalesa conserva només sis (cinc russes i una sueca). Les restes d'una església a l'interior de la fortalesa van ser transformats en un memorial als defensors de la fortalesa. Des del 2003 se celebra un concert de rock-hi. També hi ha un museu de presoners polítics de l'Imperi Rus, i una petita col·lecció d'artilleria de la Segona Guerra Mundial.

## La ciutat

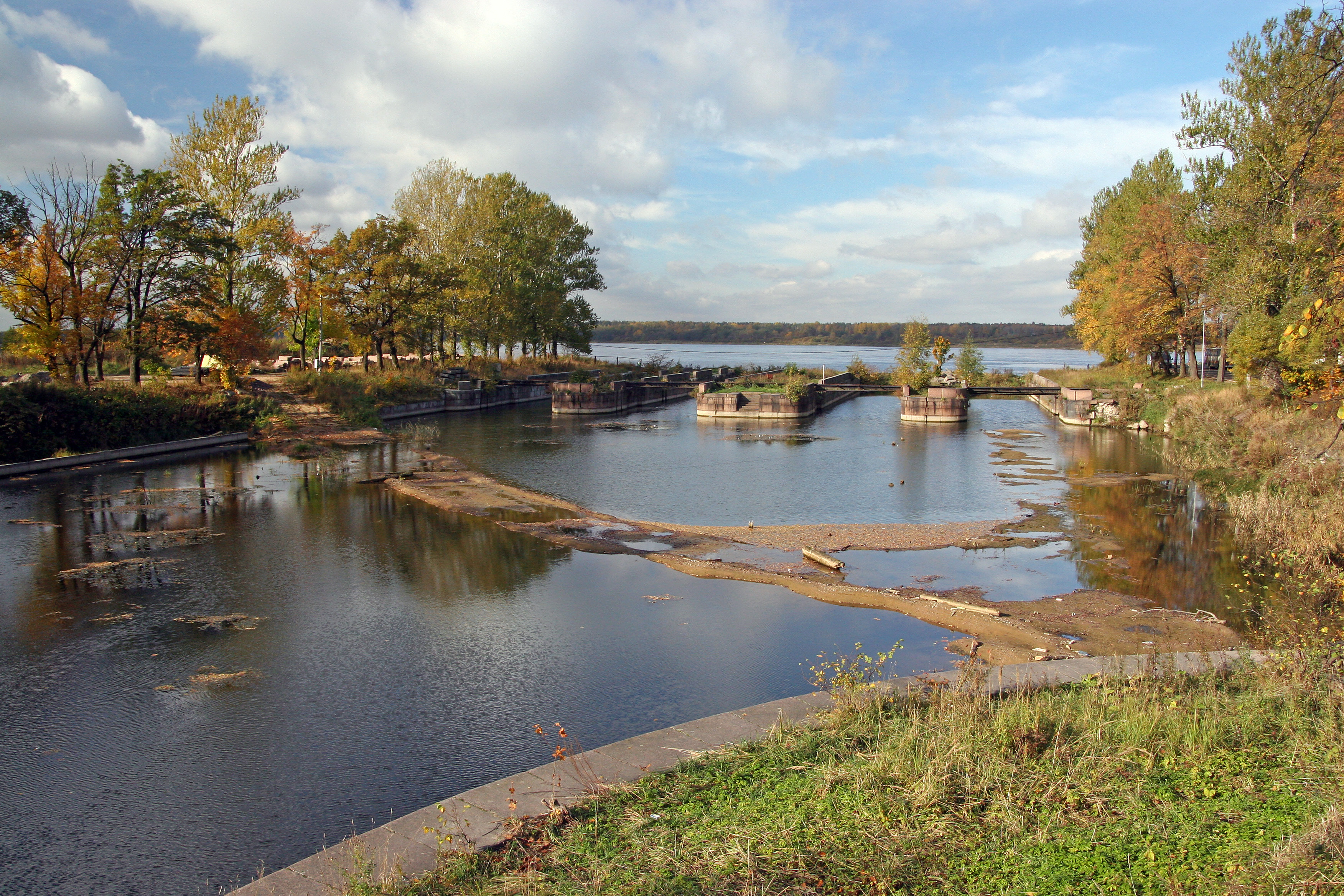
Les comportes del canal de Ladoga.

Pere el Gran va fundar el 1702 la ciutat al continent enfront de l'illa on s'ubica la fortalesa. No conserva molts edificis històrics, a part d'un grapat d'esglésies del segle xviii. Potser el monument més assenyalat és el vell canal de Ladoga, començat per Pere el Gran el 1719 i acabat amb la guia del mariscal de camp Münnich dotze anys després. Les comportes de granit del canal daten de 1836.
Durant la Segona Guerra Mundial, la ciutat (no la fortalesa) va ser capturada pels alemanys. La reconquesta de Schlüsselburg el 1943 per les forces soviètiques va permetre reobrir l'accés a l'assetjada Leningrad. Entre 1944 i 1992, el nom de la ciutat va ser russificat com Petrokrépost (literalment, «Fortalesa de Pere»). Schlüsselburg va recuperar el seu nom antic després de la caiguda de la Unió Soviètica.